# Саммит Россия — США в Брдо-при-Кранью (2001)

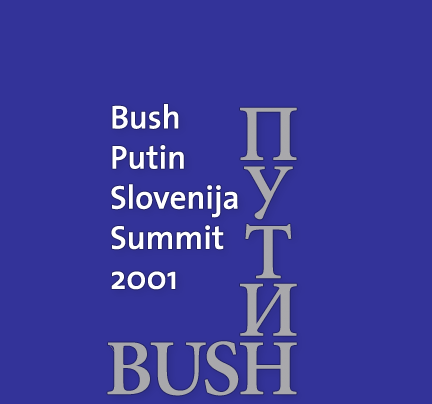

Саммит в Словении 2001 года — встреча на высшем уровне между президентом Соединенных Штатов Джорджем Бушем-младшим и президента России Владимира Путина (отсюда также известный как саммит Буша-Путина). Произошла 16 июня 2001 года в поместье Брдо-при-Кранью на севере Словении. Его принимали тогдашний премьер-министр Словении Янез Дрновшек и президент Словении Милан Кучан.
Буш и Путин обсудили широкий круг политических вопросов и создали дипломатическую основу для будущего сотрудничества и переговоров. Это также была первая официальная поездка Буша в Европу в качестве президента США.

## Содержание

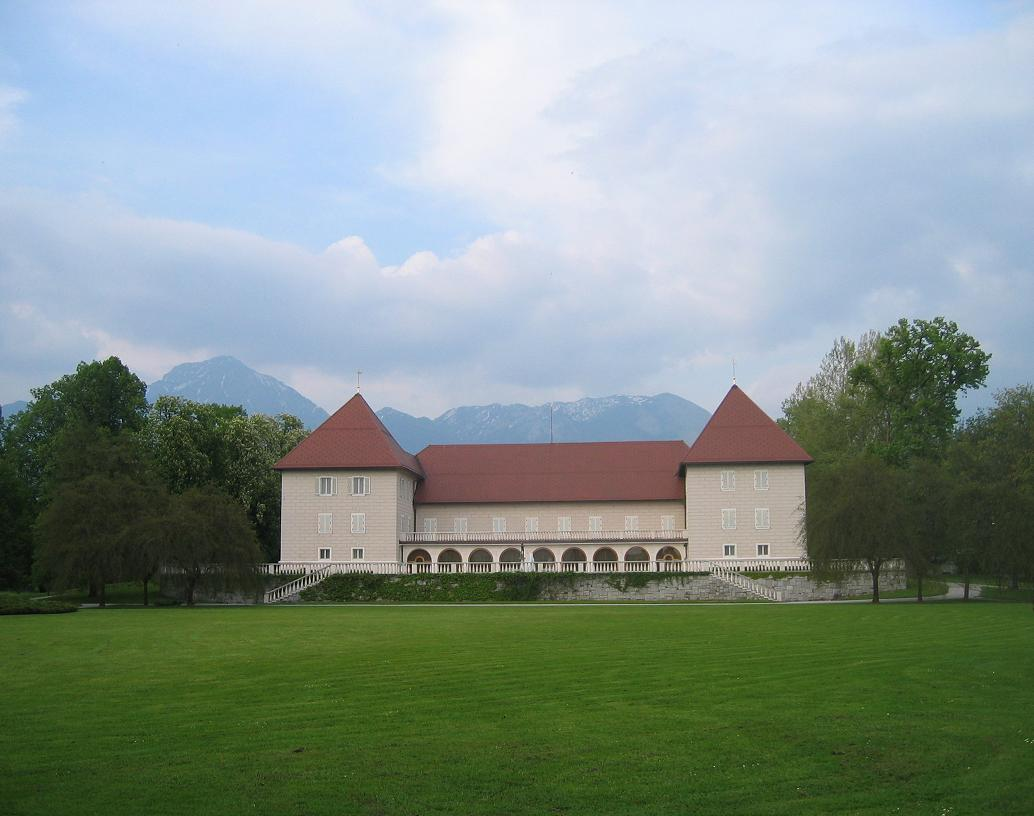
Брдо-при-Кранью, место проведения саммита

Прежде чем Буш и Путин встретились наедине, каждый из них встретился с премьер-министром Янезом Дрновшеком и президентом Миланом Кучаном. Переговоры словенцев с Путиным были посвящены ситуации в Юго-Восточной Европе, в частности в Македонии. Кучан ознакомил Путина с соглашением, достигнутым в пятницу в Скопье, о начале диалога по конституционным изменениям.
Беседуя с Бушем, Дрновшек и Кучан сосредоточили внимание на расширении НАТО и партнёрстве между Европой, США и Россией. Буш не зашёл так далеко, чтобы предложить приглашение к членству в НАТО, как многие подозревали. Он просто повторил позицию, которую занял ранее во время своей поездки, что он поддерживает расширение НАТО и уверен, что на саммит в следующем году в Праге будут приглашены новые члены.
После встреч агентство Рейтер процитировало слова Буша: «Я бы настоятельно призвал людей, ищущих хорошее место для отдыха, приехать сюда». Американский президент, по-видимому, был весьма впечатлен Дрновшеком, Кучаном и самой Словенией и публично поблагодарил Дрновшека «за его гостеприимство в этой впечатляющей, прекрасной стране».
После официального фотографирования Владимир Путин и Джордж Буш провели первый раунд переговоров — в узком составе, в которых приняли участие Секретарь Совета Безопасности России Владимир Рушайло и помощник Президента США по национальной безопасности Кондолиза Райс. Переговоры в расширенном составе состоялись после краткой прогулки Владимира Путина и Джорджа Буша по парку замка «Брдо». В переговорах в расширенном формате принимали участие: глава МИД России Игорь Иванов, Госсекретарь США Колин Пауэлл, Секретарь Совета Безопасности России Владимир Рушайло и помощник Президента США по национальной безопасности Кондолиза Райс. В ходе дискуссии с участием делегаций обсуждались различные вопросы российско-американского сотрудничества и международные проблемы. Главными темами стали укрепление стратегической стабильности и инициатива США по созданию НПРО. Стороны согласились продолжать сотрудничество в целях совместного решения региональных проблем на Балканах, в Нагорном Карабахе и Афганистане. Была выражена заинтересованность в использовании энергетических ресурсов Каспийского бассейна. В ходе встречи главы государств договорились обменяться визитами. По окончании переговоров Владимир Путин и Джордж Буш провели пресс-конференцию.

## Итоги
Саммит был признан успешным обеими сторонами, несмотря на то, что он немного приблизил Россию и США к решению разделявших их проблем. Царила атмосфера дружеского сотрудничества, и два лидера ладили гораздо лучше, чем ожидалось. Теплота встречи удивила многих. Первое рукопожатие выглядело скованным и неловким, но после более чем часовых переговоров они вышли, улыбаясь, и Буш пригласил российского лидера посетить его ранчо в Техасе.
Буш описал их встречу как простую и эффективную. Он сказал, что пришло время выйти за рамки взглядов времён холодной войны, перейти от гарантированного взаимного уничтожения к взаимно заслуженному уважению. «У нас был очень хороший диалог. Я смог проникнуть в его душу. Он человек, глубоко преданный своей стране и наилучшим интересам своей страны, и я очень ценю откровенный диалог, и это начало очень конструктивных отношений», — сказал Буш.
Путин также, казалось, предполагал, что эти два очень разных лидера наладили взаимопонимание. Вторя Бушу, он назвал США партнёром России. Тёплые слова, немыслимые всего несколько месяцев назад. Российский лидер заявил, что обе их страны несут особую ответственность за поддержание мира и безопасности во всём мире. Однако он предупредил, что любые односторонние действия усложнят этот процесс — сигнал о том, что сложные дискуссии по НАТО и системе противоракетной обороны США всё ещё впереди.
На заключительной пресс-конференции, отвечая на вопрос о том, может ли он доверять Путину, Буш сказал: «Я посмотрел этому человеку в глаза. Я нашел его очень прямолинейным и заслуживающим доверия — я смог проникнуть в его душу». Главный помощник Буша по вопросам безопасности Кондолиза Райс позже написала, что формулировка Буша была серьезной ошибкой. «Мы так и не смогли избавиться от ощущения, что президент наивно доверял Путину, а затем был предан».
Американские средства массовой информации указали на то, что за дипломатической дружелюбностью, в которой прошла встреча двух президентов, скрывается то, что ни по одному из существенных вопросов в отношениях России и США президенты не продвинулись ни на миллиметр. По договоренности сторон российский и американский президенты, как и представители их делегаций, воздержались от каких-либо публичных заявлений и комментариев относительно имеющихся разногласий. И в общении с представителями прессы по итогам встречи в Любляне сосредоточились исключительно на позитивных моментах первой встречи в Верхах, но, несмотря на столь дружелюбный тон заявлений, стало понятно, что расхождения по некоторым ключевым вопросам двусторонних и международных отношений не только сохранились, но стороны готовы и далее твердо настаивать на своих позициях.